# Eleanor Uhl
Eleanor Marie Uhl, posteriorment coneguda amb el nom de casada Eleanor Gash (Filadèlfia, Pennsilvània, 21 de març de 1902 – Doylestown, Pennsilvània, 21 de juliol de 1981) va ser una nedadora estatunidenca que va competir a començaments del segle xx.
El 1920 va prendre part en els Jocs Olímpics d'Anvers, on va disputar els 300 metres lliures del programa de natació. Guanyà la seva sèrie de semifinals, però en la final acabà en cinquena posició.